# Dizzy Krisch

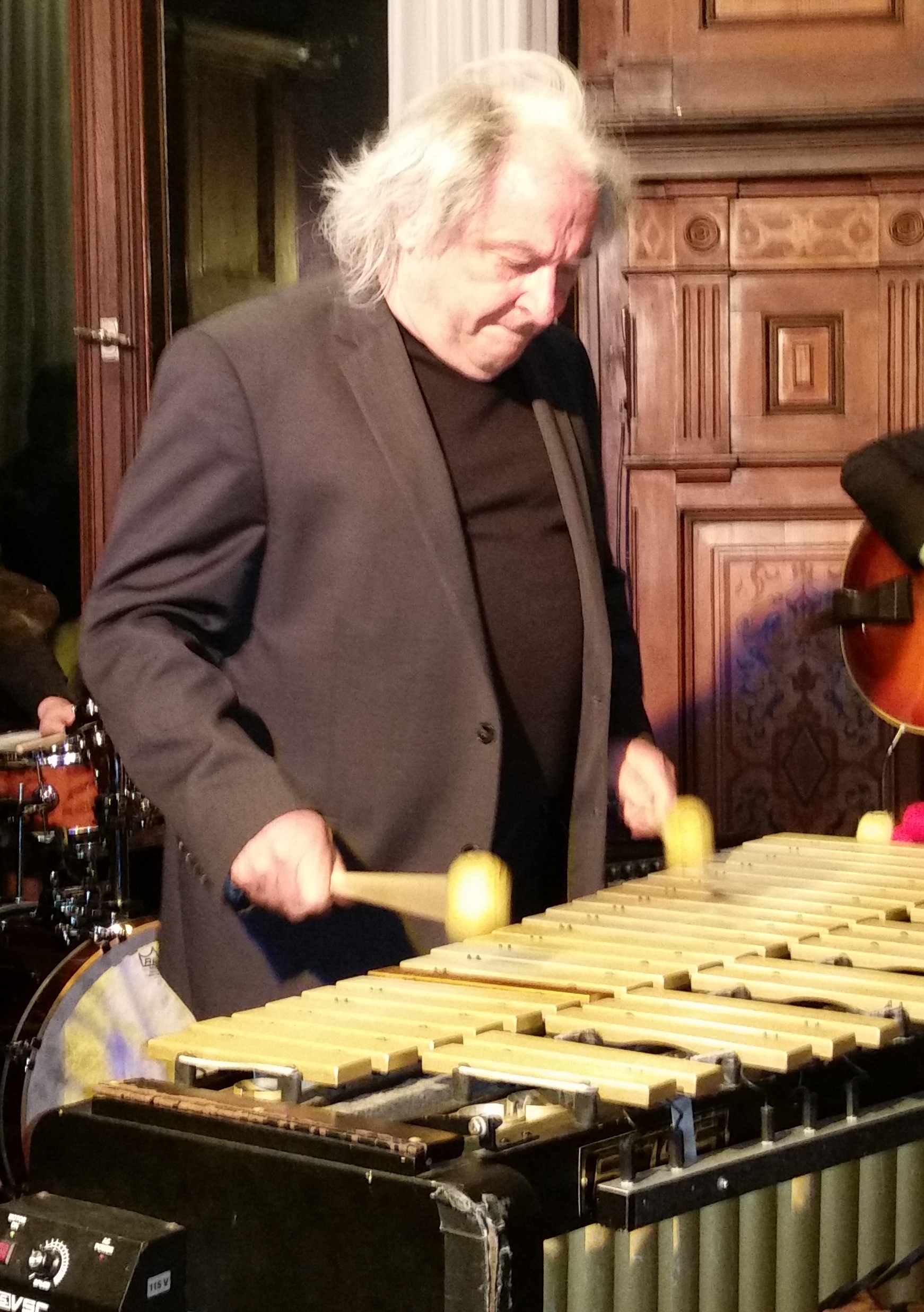
Dizzy Krisch (2016) bei einem Jazzkonzert in Schramberg

Dizzy Krisch (* 23. Februar 1954 in Schramberg als Martin Krisch) ist ein deutscher Jazzmusiker (Vibraphon, Piano und Komposition).

## Biografie
Krisch ist seit 1963 auf der deutschen Jazzszene aktiv – zunächst mit seinen älteren Brüdern Claus und Thomas in einer von seinem Vater, dem Jazzmusiker und Kunsterzieher Franz Krisch (1915–1973), gegründeten Kinderband; dieses Krisch Junior Quartett trat 1964 auf den Jazz-Festivals in Zürich und Wien auf. 1968 später lud sie dann Peter Frankenfeld in seine TV-Sendung Vergißmeinnicht ein.
1973 zog er als professioneller Musiker nach München, wo er in den Studios arbeitete und mit Musikern wie Carles Benavent, John Scofield, Günter Kronberg und Wolfgang Engstfeld auftrat; zudem gehörte er mit Klaus Roggors und Klaus Kugel der Gruppe Nightwork an. Seit 1982 lebt er in Tübingen; er ist mit der Künstlerin Susanne Höfler verheiratet. 1985 gründete Krisch die FusionGruppe Wide Open, 1993 sein Vibraphon Quartett, 1997 das zeitgenössische Improvisations-Duo Echoes und ein Jahr ein Klaviertrio, in dem er selber am Flügel saß. In seinen Bands spielt regelmäßig die Bassistin Karoline Höfler. Krisch ist als Vibraphonist auch in der Band Nevertheless des Trompeters Claus Stötter tätig und tritt auch mit Charly Antolini und der Bobby Burgess Sound Explosion auf. Zusammen mit Helmut Müller gründete er 1984 den Jazzclub Tübingen e. V. Gemeinsam mit Bruno Gallo begründete er die Jazz & Klassik Tage Tübingen.

## Diskographische Hinweise
- Krisch / Höfler / Elgart feat. Lauren Newton Lonely Woman (JazzHausMusik 2014)
- Black Cotton Songs (Way Out 2008)
- Wide Open (First Picture) (Hat 1988)